# Parla'm de la pluja
Parla'm de la pluja (originalment en francès: Parlez-moi de la pluie) és una pel·lícula de comèdia dramàtica francesa del 2008 dirigida per Agnès Jaoui a partir d'un guió original de Jean-Pierre Bacri. Pren el títol d'una cançó de Georges Brassens. Jaoui va dir en una entrevista que un dia anava a una sessió d'escriptura amb Jean-Pierre i tenia a les orelles la cançó «L'orage» de Brassens que comença amb els versos «parlez-moi de la pluie, et non pas du beau temps». S'ha subtitulat al català.

## Sinopsi
Una militant feminista que s'ha posat en política torna al seu poble per qüestions familiars i, un cop allà, es converteix en objecte d’un documental per part de dos realitzadors.

## Repartiment
- Jean-Pierre Bacri com a Michel Ronsard
- Jamel Debbouze com a Karim
- Agnès Jaoui com a Agathe Villanova
- Pascale Arbillot com a Florence
- Guillaume de Tonquédec com a Stéphane
- Frédéric Pierrot com a Antoine